# Ringu Tulku Rinpoche
Ringu Tulku Rinpoche (1952) is een Tibetaanse Lama, die op jonge leeftijd Tibet verliet. Hij vervolgde zijn studie in Sikkim en India onder leiding van Dilgo Khyentse en Khenpo Thrangu Rinpoche en werd herkend als de reïncarnatie van de abt van het Rigul klooster. Hij ontving de titel " Khenpo" van de zestiende karmapa en de titel "Lopon Chenpo" van de Internationale Nyingma Society voor zijn onderzoek naar Jamgon Kongtrül Lodrö Thaye en zijn Rimé-beweging. Hij ontving als een van de eersten de transmissie voor de Sadhana van Mahamudra van de Vidyadhara, Chögyam Trungpa Rinpoche. Gedurende 17 jaar was hij Professor Tibetologie in Sikkim.
Hij stichtte Bodhicharya, een internationale organisatie die wereldwijde activiteiten coördineert om boeddhistisch onderricht te verspreiden en behouden, interculturele dialogen te bevorderen en onderwijskundige en sociale projecten te ondersteunen.
Ringu Tulku Rinpoche wordt vanwege zijn hoge mate van geleerdheid en vooral vanwege de helderheid, eenvoud en spontaniteit waarmee hij spreekt, erg gewaardeerd.